# Скурлатова, Александра Евгеньевна
Александра Евгеньевна Скурлатова (род. 16 июня 1997 года) - российская пловчиха в ластах, заслуженный мастер спорта России.

## Карьера
Воспитанница Юлии Поздеевой. С 2012 года тренируется у Александра и Григория Шумковых.
В 2012 году в австрийском городе Грац на Первенстве мира Саша заняла два первых места в эстафетах, причём оба раза с мировым рекордом для юниоров.
Кроме того завоевала третье место на дистанции 100 метров.
На молодёжном чемпионате Европы 2013 года завоевала серебро на дистанции 100 метров. На 50-метровой дистанции победила, установив молодёжный рекорд мира. В эстафете 4×100 метров - снова золотой пьедестал. В нырянии на 50 метров - бронза.
На молодёжном чемпионате мира 2014 года завоевала золото на дистанции 50 метров. В нырянии на 50 метров была второй. В составе четвёрки (Скурлатова Александра, Ширяева Алёна, Бакшеева Юлия, Копп Анастасия) завоевала вторую золотую медаль в эстафете 4×100 м, установив ещё один молодёжный рекорд мира.
На чемпионате мира 2015 года завоевала золото в составе эстафетной четвёрки, при этом был установлен новый мировой рекорд.
На Всемирных Играх 2017 года стала чемпионкой в эстафете 4х100 метров.